# Paul Landois

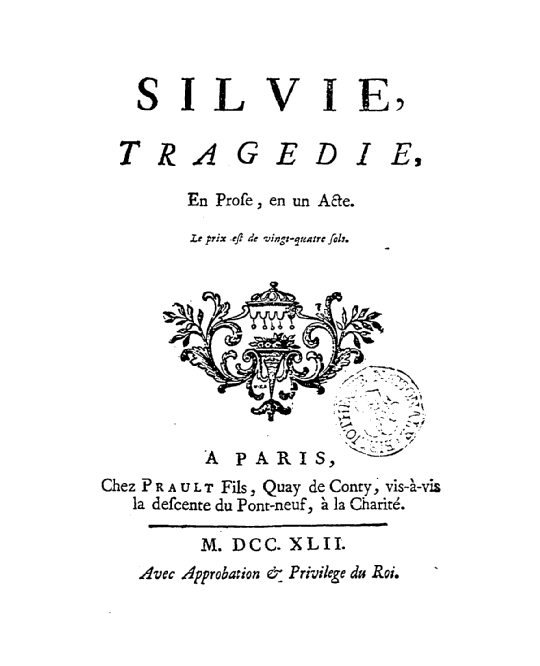
Titelblatt der Tragödie „Silvie“ von Paul Landois, 1742.

Paul Landois (* 14. Februar 1696 in Paris; † nach 1768) war ein französischer Schriftsteller, Enzyklopädist und Maler. Seine Tragödie „Silvie“ von 1741 gilt als das erste Bürgerliche Trauerspiel. Ab 1746 lieferte Landois 112 Beiträge für Diderots Enzyklopädie, meist zu Themen der Malerei.

## Leben
Paul (Louis) Landois wurde am 14. Februar 1696 in Paris geboren. Sein Vater, der Maler Michel Landois († 1728), wurde im gleichen Jahr in die Académie de Saint-Luc in Paris aufgenommen. Michel Landois heiratete 1693 Marie-Jeanne Sorbet († 1701). Aus der Ehe gingen mehrere Kinder hervor, von denen beim Tod des Vaters 1728 noch drei am Leben waren: Paul, Elisabeth und Marianne. Nach dem Tod seiner ersten Frau heiratete Michel Landois 1702 zum zweiten Mal. Paul Landois lebte bis zum Tod des Vaters im elterlichen Haus und arbeitete mit seinem Vater zusammen in dessen Werkstatt. Nach dem Tod des Vaters bezog er eine eigene Werkstatt in Paris.
Über Paul Landois’ malerisches Werk ist nichts bekannt, ebenso wenig wie lange er sich als Maler betätigte. 1741 brachte er die Tragödie „Silvie“ heraus, die im folgenden Jahr gedruckt wurde, siehe #Silvie. Dieses „bürgerliche Trauerspiel“, das er im Gegensatz zur traditionellen Tragödie nach neuartigen Grundsätzen aufbaute, blieb ohne Erfolg. Er lernte um 1746 Denis Diderot kennen, den Herausgeber der #Enzyklopädie, der ihn als Mitarbeiter für Artikel zum Thema Malerei anwarb. Paul Landois lieferte 112 Beiträge für Band 1–8 und Band 11, die zwischen 1751 und 1765 erschienen.
1746 verließ Paul Landois Paris und zog nach Saint-Dié in Lothringen, wo ihm der Schriftsteller Charles Pinot Duclos (ebenfalls ein Enzyklopädist) eine Stelle als Leiter eines Tabakdepots verschafft hatte. Diese Stelle verlor er aber bereits ein Jahr später. Ein Brief von Diderot an Landois gibt einigen Aufschluss über den Charakter und die Lebensverhältnisse von Paul Landois. Den Brief veröffentlichte Friedrich Melchior Grimm 1756 in der von ihm und Diderot herausgegebenen „Correspondance littéraire, philosophique et critique“. Diderot forderte Landois in dem Brief auf: „Stoppen Sie endlich diesen Strom von Beleidigungen und Bosheiten, der seit 4 Jahren auf mich niederhagelt“. Demnach wurde der Brief etwa 1750, vier Jahre nach 1746 geschrieben, das Jahr in dem sich Diderot und Landois wahrscheinlich kennenlernten.
Aus Diderots Brief geht hervor, dass Paul Landois in prekären Verhältnissen lebte und ständig seinen Aufenthaltsort änderte. Diderot und Duclos unterstützten Landois regelmäßig mit einer kleinen Summe, außerdem erhielt er Honorare für seine Mitarbeit an der Enzyklopädie. Seit vier Jahren bombardierte er den entnervten Diderot unaufhörlich mit Vorwürfen, Forderungen und Beleidigungen. Er hatte Diderot ein nicht näher bezeichnetes Manuskript zur Durchsicht und Drucklegung gesandt, wozu dieser sich aus Zeitgründen aber nicht bereitfinden wollte. Diderot charakterisiert den larmoyanten, an Selbstüberschätzung leidenden Landois als einen wildgewordenen Zeitgenossen, dem seine vielfältigen Missgeschicke das Temperament verbittert hätten, der aber selber für seine Probleme verantwortlich sei.
Nach seiner Mitarbeit an der Enzyklopädie scheint Paul Landois nicht mehr öffentlich hervorgetreten zu sein. 1769 wird er noch unter den lebenden Autoren in dem Literaturlexikon „La France littéraire“ erwähnt, danach verliert sich seine Spur.

## Silvie
Paul Landois’ einziges veröffentlichtes schriftstellerisches Werk ist das Bühnenstück „Sylvie, Tragédie, en Prose, en un Acte“. Das Stück wurde am 17. und 19. August 1741 an der Comédie-Française aufgeführt und vom Publikum ausgepfiffen. Auf Grund des Misserfolgs wurde das Stück nicht wieder aufgenommen, aber 1742 ohne Namensnennung des Autors gedruckt. Die Zuschreibung an Landois ist durch einen Eintrag in dem Literaturlexikon „La France littéraire“ von 1769 verbürgt, wo er unter den lebenden Autoren als Autor von „Sylvie“ und als Beiträger der Enzyklopädie genannt wird.

### Handlung

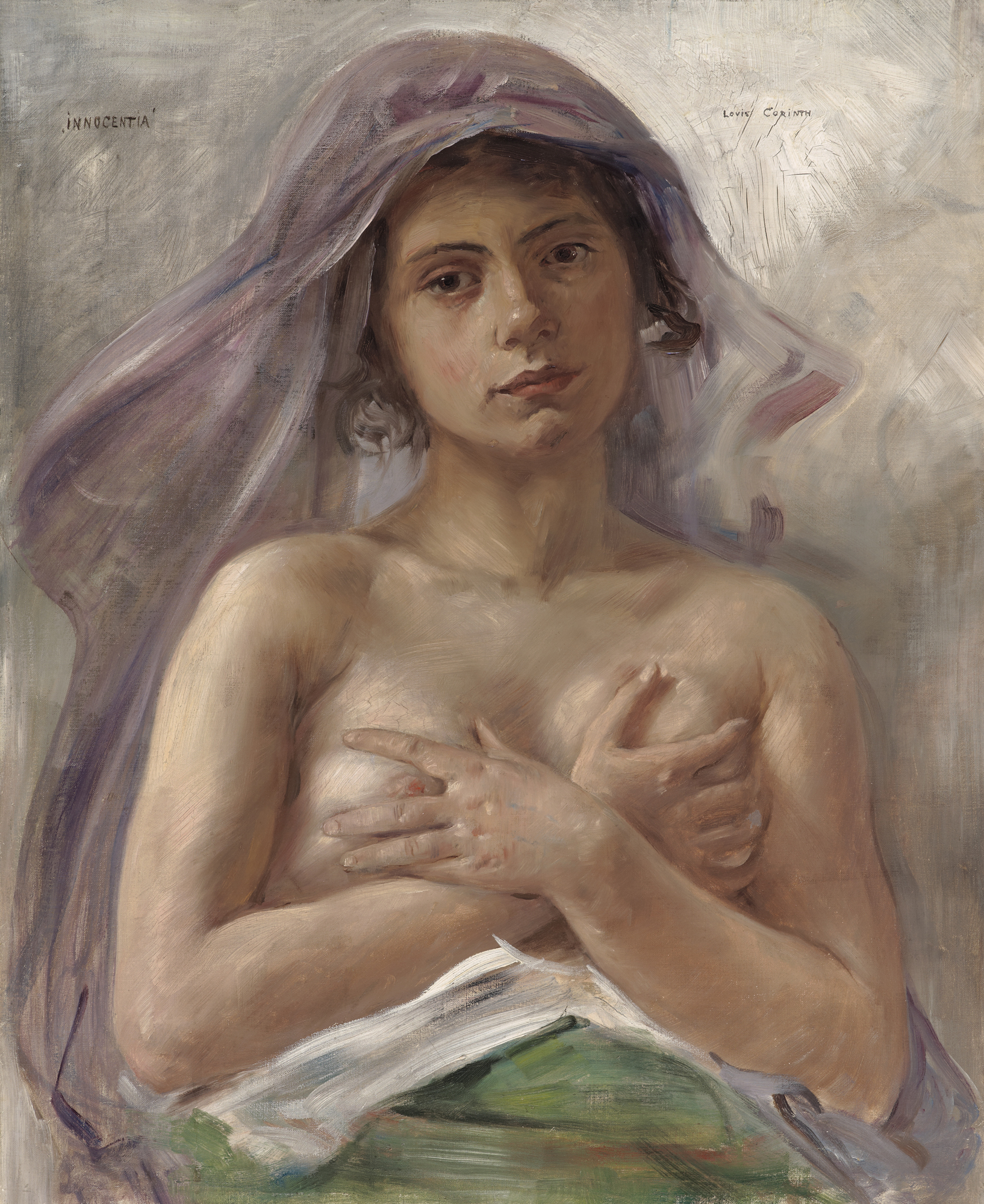
Lovis Corinth: Innocentia („Unschuld“), 1890.

Personen: Des Francs, seine Frau Silvie, sein Freund des Ronais, ein Lakai.
Schauplatz: Ein kahles Zimmer mit einem Tisch als einzigem Möbel, darauf ein Leuchter, ein Krug mit Wasser und ein Brotlaib.
Szene I. Des Francs lässt das Zimmer durch seinen Lakai leerräumen. Als dieser auch den Spiegel entfernen will, hält er ihn zurück, „das hinterhältige Weibsstück soll durch den ständigen Anblick ihres Gesichts vor ihrem Verbrechen erschaudern“. Er jammert: „Silvie liebt mich nicht mehr“, er aber liebt seine Frau wider Willen noch immer, und jede Qual, die er ihr zudenkt, fühlt er genauso wie sie.
Szene II-IV. Er empfängt mit Widerwillen seinen Freund des Ronais. Als der ihm sein unfreundliches Verhalten vorwirft, gesteht er schamhaft die Untreue seiner Frau: er habe sie mit Galouin, ihrem vermeintlichen Liebhaber in flagranti erwischt, ohne jedoch die schlafende Silvie zur Rechenschaft zu ziehen. Galouin hingegen habe er im Zweikampf gestellt und schwer verletzt. Des Ronais bezweifelt Silvies scheinbare Untreue, er denkt, des Francs hätte seinem Herzen glauben sollen, nicht dem Augenschein.
Szene V-VII. Des Ronais verlässt des Francs, und Silvie tritt ins Zimmer. Des Francs überfällt sie mit heftigen Vorwürfen und beschuldigt sie der Untreue. Er trifft auf völliges Unverständnis, sie beteuert inbrünstig ihre Unschuld. Des Francs in seinem Furor führt ihr vor Augen, sie müsse ihre Tage künftig in diesem Asyl bei Wasser und Brot fristen und sich die Haare scheren, nur das Leben will er ihr lassen, um mitansehen zu können, wie sie es selbst verabscheut. In einem endlosen Hin-und-Her versucht des Francs ein Geständnis von Silvie zu erpressen. Sie beschwört in ohnmächtiger Verzweiflung ihre Liebe, die sie noch immer nicht verloren gibt. Des Francs, unerbittlich, stellt sie vor die Wahl, sich mit seinem Jagdmesser oder mit Gift das Leben zu nehmen, dann droht er, sich selbst zu erstechen, und sie drängt ihn, gemeinsam aus dem Leben zu scheiden.
Szene VIII. Des Ronais kehrt zurück von einem Besuch bei Galouin und hinterbringt das Geständnis des Sterbenden. Galouin, in heftiger, jedoch unerwiderter Liebe zu Silvie entbrannt, habe ihr Zimmermädchen angestiftet, ihr heimlich ein Schlafmittel zu verabreichen, um sich die Ohnmächtige gefügig zu machen. Durch des Francs’ überraschende Heimkehr sei er jedoch nicht zum Ziel seiner Wünsche gelangt.
Erschüttert fleht des Francs seine Frau kniefällig um Vergebung. Sie, überwältigt von unbändiger Freude, gewährt ihm ihre Verzeihung, und des Ronais wünscht dem glücklich versöhnten Paar, die Schrecken ihres Zwists für immer zu vergessen.

### Prolog
Das schmale Oktavbändchen der Druckausgabe besteht aus 44 Seiten. Das Stück beginnt mit einem 15-seitigen Prolog, bevor die eigentliche Tragödie anfängt. Mit dem Prolog verfolgt der Autor die Absicht, sein Programm einer neuartigen Form der Tragödie zu erklären und zu verteidigen. Zum Prolog versammeln sich im Theater der Autor, der Kommandeur, die Marquise, der Chevalier und Monsieur Grosset. Der Kommandeur, der mit dem Autor befreundet ist und das Stück kennt, billigt die Neuerungen des Autors, fürchtet jedoch die negative Reaktion des Publikums, mit der er rechnet. Die drei anderen Personen sind Bekannte, die von dem Stück nur die Überschrift kennen.
Der Autor, der sich nicht als solcher zu erkennen gibt, und die übrigen Personen diskutieren über die formalen Neuerungen des Theaterstücks. Der Freund des Autors entwickelt dabei die wesentlichen Züge des Bürgerlichen Trauerspiels, sekundiert vom Autor des Stücks, während die übrigen drei Personen ihre Meinung zum Besten geben. In den Augen des Autors zeichnet sich die geistvolle Marquise dadurch aus, dass sie zuhört, bevor sie urteilt, während er den Chevalier für einen hirnlosen Dussel hält und Monsieur Grosset für einen affigen Dummkopf. Die Marquise zeigt sich aufgeschlossen und zurückhaltend, der Chevalier widerstrebt allem Neuen und Grosset gefällt sich im Nachplappern von Gemeinplätzen.

### Vorlage

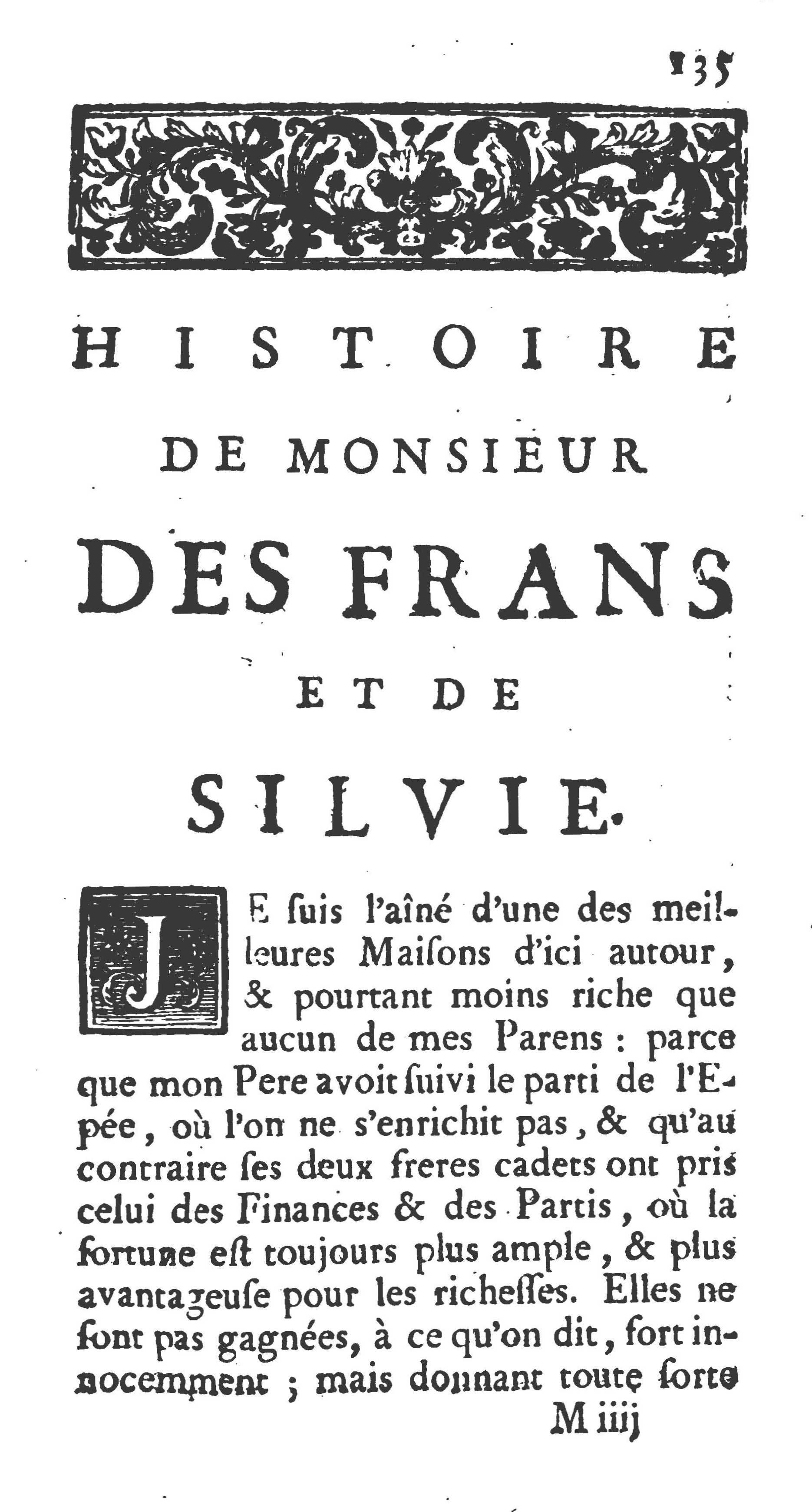
Titelblatt der „Histoire de Monsieur des Frans et de Silvie“.

Als Vorlage für „Sylvie“ dienten Landois zwei Erzählungen von Robert Challe in dessen Roman „Les illustres Françoises. Histoire véritable“. Dieses im 18. Jahrhundert sehr erfolgreiche Werk der galanten Literatur enthält 7 amouröse Erzählungen, die wie in Boccaccios Decamerone durch eine Rahmenhandlung verbunden sind.
In der Erzählung „Histoire de Monsieur Des Frans et de Silvie“ beschreibt Robert Challe Silvies traurige Liebesgeschichte. Monsieur des Frans, mit dem Silvie heimlich verheiratet ist, überrascht sie mit einem anderen im Bett. Er lässt die beiden Schlafenden ungeschoren, rächt sich aber später an dem Liebhaber, den er im Zweikampf schwer verletzt. Silvie setzt er mehrere Monate gefangen und bringt sie schließlich in ein Kloster, wo sie einige Zeit später vor Kummer stirbt.
In der Erzählung „Histoire de Monsieur Dupuis et de Madame de Londé“ berichtet der Erzähler beiläufig den wahren Hergang von Silvies angeblicher Untreue. Ein Nachbar, der nichts von Silvies Ehe weiß, entbrennt in Liebe zu ihr. Da sie sein Werben standhaft ablehnt, versetzt er sie mithilfe eines Zaubermittels in einen bewusstlosen Zustand, um so zu seinem Ziel zu gelangen. Der hinzukommende Ehemann missdeutet die Situation, und die Geschichte nimmt den bekannten Verlauf.
Landois konzentriert die Handlung seiner Tragödie auf einen entscheidenden Augenblick in seiner Vorlage. Während der Ehemann das Gefängnis für seine vermeintlich untreue Ehefrau vorbereitet, klärt ihn ein Freund über ihre Unschuld auf. Er bereut sein Misstrauen und versöhnt sich mit seiner Ehefrau. In Robert Challes Roman findet die Handlung ein schuldhaft trauriges Ende, bei Landois löst sie sich in einem Happy End auf, das aus dem Trauerspiel ein Melodrama macht.

### Bürgerliches Trauerspiel
Im Prolog entwickeln der Autor und der Kommandeur die wesentlichen Züge des Bürgerlichen Trauerspiels. Der Gattungsbegriff Bürgerliches Trauerspiel (tragédie bourgeoise) erscheint nicht im Titel der Druckausgabe, aber im Prolog, in dem der Kommandeur klagt: „Silvie, Tragédie Bourgeoise, en Prose, en un Acte, lauter Sachen, die jede für sich Empörung hervorrufen“. Das ansonsten  unbedeutende Werk wurde wegweisend für die Entwicklung der Gattung und beeinflusste Denis Diderot und Beaumarchais, die Landois’ Neuerungen in Frankreich als erste aufgriffen. Gotthold Ephraim Lessing brachte 1755 mit „Miss Sara Sampson“ das erste deutsche Bürgerliche Trauerspiel auf die Bühne.

#### Figurenauswahl
Das poetische Prinzip der Ständeklausel besagt, „dass in einer Tragödie die Hauptpersonen nur von hohem, in der Komödie nur von niederem Stand sein dürfen“ (Duden). Nach herrschender Meinung fehlte es einfachen Bürgern an Größe und Bedeutung, und tragische Motive wie Ausweglosigkeit und Scheitern konnten nur von Königen, Fürsten und anderen hohen Standespersonen dargestellt werden.
Paul Landois durchbricht die Ständeklausel, indem er in „Silvie“ normale Bürger auf die Bühne stellt und bezeichnet sein Stück als „bürgerliche Tragödie“.

#### Natürlichkeit
Der Autor ist, wie ihn der Kommandeur charakterisiert, ein Freund der Natürlichkeit. Er verabscheut steifes Heldengebaren und pompöses, tragisches Getue. Die Figuren in seinem Stück sprechen in Prosa, siehe #Redeform, und bedienen sich einer natürlichen #Ausdrucksweise. Sie sprechen auch von trivialen Alltagsdingen wie Trinken, Essen, Kleidern und Möbeln. Die Handlung schreitet strikt nach der dramatischen Notwendigkeit voran, und die Personen verzichten auf die Verkündung moralischer Gemeinplätze und auf heroische Prahlereien.

#### Redeform
Die Personen des Trauerspiels mussten in gebundener Rede, also in Versform sprechen. Nur diese Redeform konnte nach allgemeiner Überzeugung dem Ernst des Trauerspiels gerecht werden. Der Kommandeur zitiert die gängige Meinung: „Ein Trauerspiel ohne Verse ist erbärmlich und der Pfeife würdig“.
Paul Landois widersetzt sich der Tradition und lässt die Personen in seinem Stück in natürlicher Alltagssprache reden. Nach Meinung des Kommandeurs ist dies gerechtfertigt, weil die Darstellung des menschlichen Lebens auf der Bühne nur dann Bestand habe, wenn sie der Wahr-Scheinlichkeit entspreche, und was sei weniger wahr-scheinlich, als wenn die Leute in Versen reden? Und die Marquise bemerkt: „Wenn das Stück in Prosa gut ist, kann man dann dem Autor einen Strick daraus drehen, dass er es nicht in Verse gesetzt hat?“

#### Ausdrucksweise
Der gehobene Stand der handelnden Personen und die Versform, in der sie sprechen, erforderten nach den geltenden Regeln eine poetische Ausdrucksweise, die nicht selten zu einer schwülstig-abgehobenen Sprache mutierte.
Paul Landois plädiert dafür, die Dinge nicht zu umschreiben, sondern beim Namen zu nennen. Wie es der Kommandeur ausdrückt, ist bei Paul Landois „der Morgen nicht der blonde Phoebus, der auf dem Sonnenwagen seine glanzvolle Bahn zieht, sondern ganz einfach der Morgen.“

#### Einakter
Das französische Regeldrama, das durch Johann Christoph Gottsched in Deutschland eingeführt wurde, bestand aus 5 Akten. Paul Landois beschränkt sich im Widerspruch zu dieser Regel in „Silvie“ auf einen Akt, weil der dünne Handlungsstrang, der ihm vorschwebt, keine Dehnung auf 5 Akte vertragen hätte. Vielleicht liegt es aber auch an der geringen dramatischen Erfahrung des Autors, dass er sich auf einen Akt beschränken musste.

### Diderot über „Silvie“
Denis Diderot brachte 1757 sein erstes Bürgerliches Drama „Der natürliche Sohn“ auf die Bühne. Die Druckausgabe enthielt im Anhang drei dramentheoretische Essays in Gesprächsform, die „Unterredungen über den natürlichen Sohn“. In der „Zweiten Unterredung“ nennt Diderot seinem Gesprächspartner Dorval als Muster eines neuartigen Trauerspiels „Sylvia, Trauerspiel in einem Akt und in Prosa“ (ohne den Namen des Autors zu nennen). Dorval erwidert ihm: „Es ist das Werk eines Mannes, welcher denkt und empfindet.“ Diderot beschreibt nun das Bühnenbild:
„Die Scene öfnet sich mit einem vortrefflichen Gemälde. Es ist das Innerste eines Zimmers, von welchem man weiter nichts, als die Mauern sieht. Zu hinterst des Zimmers stehet auf einem Tische ein Licht, ein Krug mit Wasser, und ein Brod. Das ist der Aufenthalt, das ist die Nahrung, die ein eifersüchtiger Ehemann seiner unschuldigen Frau, deren Tugend er in Verdacht hat, auf ihre ganze übrige Lebenszeit bestimmet. Nun stellen Sie sich diese Frau in Thränen, vor diesem Tische vor.“
Dorval entgegnet:
„Und Sie, schliessen Sie nun von diesem Gemälde, auf die Wirkung der Gemälde überhaupt. Das Stück hat noch andere dergleichen Züge, die mir gefallen haben. Es ist hinreichend einen Menschen von Genie zu erwecken; allein das Volk zu bekehren, dazu bedürfte es noch eines andern Werks.“

## Enzyklopädie

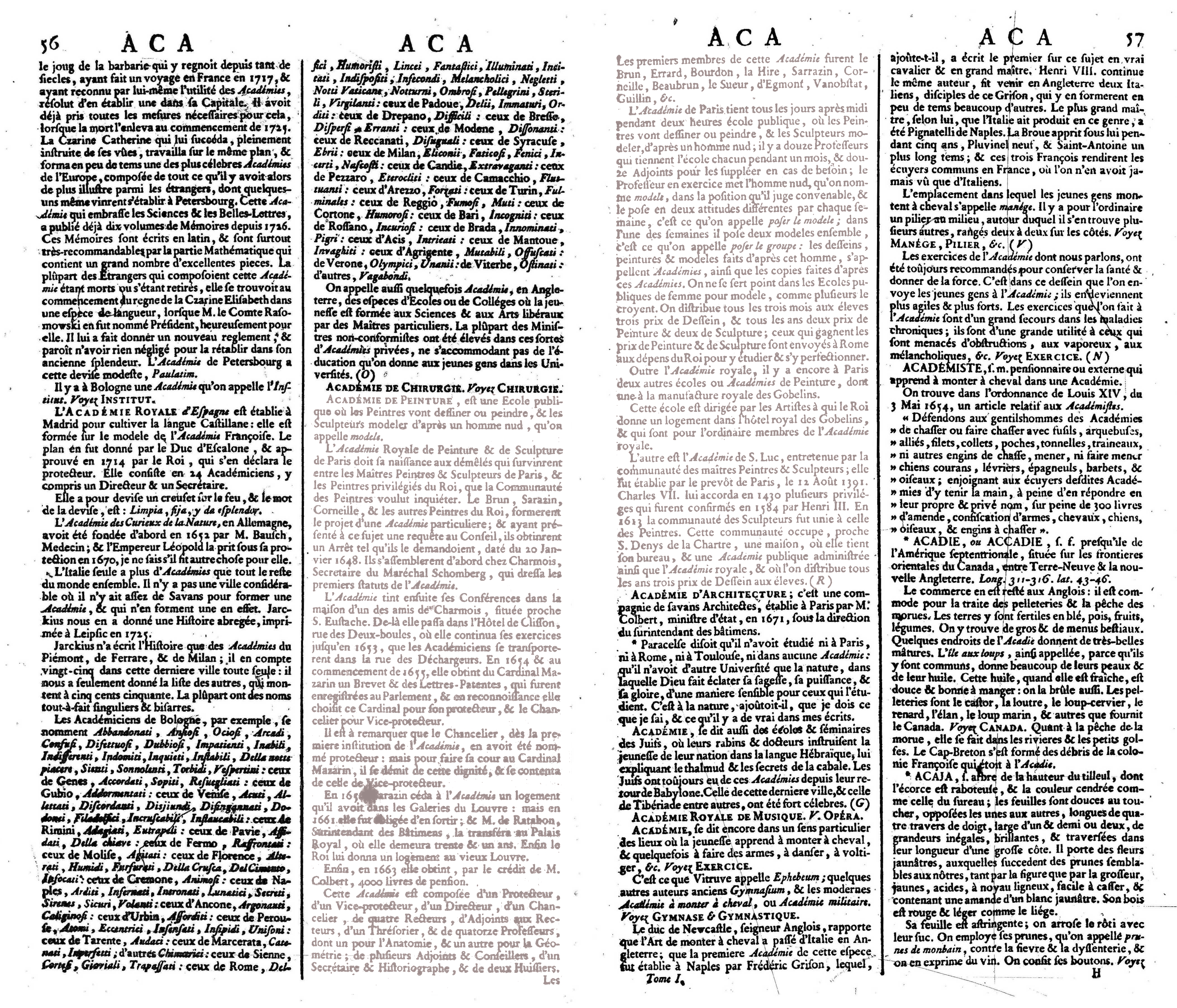
Landais’ Enzyklopädie-Artikel „Académie de Peinture“ (schattiert), gezeichnet mit seinem Sigel „(R)“.

Paul Landois gehört zu den 142 Beiträgern der Enzyklopädie, siehe auch Enzyklopädist (Encyclopédie). Er wurde schon kurz nach Denis Diderots Berufung zum Herausgeber (1746) angeworben und war damit ein Mitarbeiter der ersten Stunde. Unter dem Sigel „R“ lieferte er Beiträge für Band 1–8 und Band 11, die zwischen 1751 und 1765 erschienen. In Band 1 wird er in der Vorrede erwähnt:
„Malerei, Bildhauerei und Gravierkunst sind von Herrn Landois, der mit viel Geist und Talent zur Kenntnis dieser schönen Künste beiträgt.“
Entgegen dieser ursprünglichen Planung behandelte Landois in seinen Beiträgen fast nur Themen der Malerei. Seine Artikel waren nicht immer originell. Manche Texte übernahm er aus anderen Nachschlagewerken, teilweise ergänzt um seine eigenen Kenntnisse und Erfahrungen in der Malerei.
Der Umfang von Landois’ Beiträgen ist gering. Er verfasste 112 Artikel, die zusammen nur etwa 20 Druckspalten umfassen (zum Vergleich: Band 1 der 17 Textbände enthält über 1700 Spalten). Die meisten seiner Artikel bestehen nur aus wenigen Zeilen, ein rundes Dutzend ist umfangreicher. Im Gegensatz zu zahlreichen anderen Autoren arbeitete der in ärmlichen Verhältnissen lebende Landois nicht ehrenhalber, sondern erhielt ein Honorar, in den Jahren 1747 und 1748 insgesamt 600 Livres.

### Leben und Werk
- Frank A. Kafker: The encyclopedists as individuals : a biographical dictionary of the authors of the „Encyclopédie“. Oxford : Voltaire Foundation at the Taylor Institution, 1988, ISBN 0-7294-0368-8, Seite 189–190.
- Frank A. Kafker: Notices sur les auteurs des dix-sept volumes de « discours » de l'Encyclopédie. In: Recherches sur Diderot et sur l'Encyclopédie, Jahrgang 1989, Band 7, Nummer 1, Seite 125–150, hier: 145, pdf.
- Henry Carrington Lancaster (Herausgeber): The First French ‚tragédie bourgeoise’: Silvie, attributed to Paul Landois. Baltimore 1954. – Textausgabe mit einer kurzen Einleitung des Herausgebers.
- Romira Worvill: Recherches sur Paul Landois, collaborateur de l'Encyclopédie. In: Recherches sur Diderot et sur l'Encyclopédie, Nummer 23, 1997, Seite 127–140, pdf.

### Sonstiges
- Robert Challe: Histoire de Monsieur Des Frans et de Silvie. In: Les illustres Françoises. Histoire véritable, Band 2. Paris : Compagnie des Libraires, 1725, Seite 135–358, pdf.
- Robert Challe: Suite de l'Histoire de  Silvie. In: Les illustres Françoises. Histoire véritable, Band 3. Paris : Compagnie des Libraires, 1725, Seite 171–188, pdf.
- Joseph de La Porte: La France littéraire, Band 1. Paris : Veuve Duchesne, 1769, Seite 309, pdf.
- Denis Diderot: Encyclopédie ou Dictionnaire raisonné des sciences, des arts et des métiers. Tome premier, A-Azyme. Paris: Briasson, 1751, pdf.
- Denis Diderot: Le fils naturel, ou Les épreuves de la vertu, comédie en cinq actes et en prose, avec l'histoire véritable de la pièce. Amsterdam, 1757, Seite 202–203, pdf.
- Friedrich Melchior Grimm; Denis Diderot: Correspondance littéraire, philosophique et critique de Grimm et de Diderot, depuis 1753 jusqu’en 1790. Nouvelle édition. Tome second. 1756–1760. Paris : Furne, 1829, Seite 7–15, pdf.
- Gotthold Ephraim Lessing: Das Theater des Herrn Diderot. 1. Der natürliche Sohn, oder die Proben der Tugend : ein Schauspiel in 5 Aufzügen; nebst der wahren Geschichte des Stücks. Berlin : Voß, 1760, Seite 243–245, pdf. - Deutsche Übersetzung von #Diderot 1757.